# Маттео ді Джованні
Матте́о ді Джова́нні (італ. Matteo di Giovanni), відомий як Матте́о да Сіє́на (італ. Matteo da Siena; 1430, Борджо-Сан-Сеполькро — 1495, Сієна) — італійський живописець, представник Сієнської школи.

## Біографія

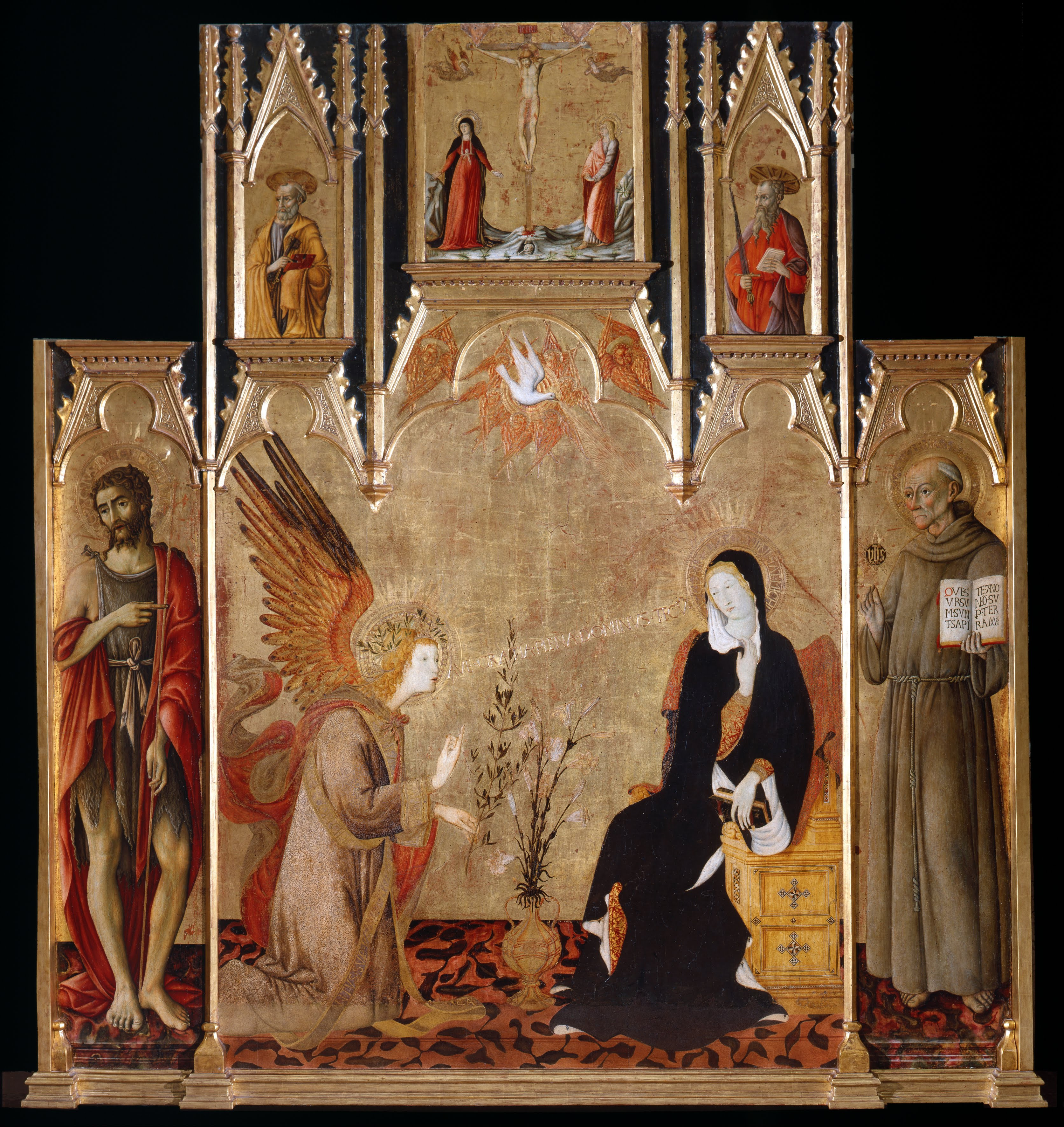
«Благовіщення зі святими Іваном Хрестителем і Бернардином Сієнським», 1445, Музей діоцезії, Сієна

Народився у Борджо-Сан-Сеполькро. Усе життя художника пов'язане з Сієною, що підтверджує його прізвище, — Маттео да Сієна.
Живопис Маттео ді Джованні успадкував найкращі риси сієнської школи, яка своєю витонченістю і вишуканістю сперечалася з флорентійською школою. Жіночі образи на його полотнах сповнені благородного достоїнства, янголи прекрасні, тоді як зображення святих уособлюють впевненість і готовність до пожертви. Полотна художника багато декоровані деталями і відрізняються яскравим, іноді дещо відкритим колоритом. Винятком є зображення Богоматері, в яких вражає тонкість кольорового рішення і споглядальна елегантність.
Художник помер у Сієні в 1495 році.